# Tervingi
     Götaland tradizionale
     Isola di Gotland
     Cultura di Wielbark, inizio del III secolo
     Cultura di Chernyakhov, inizio del IV secolo
     Impero romano

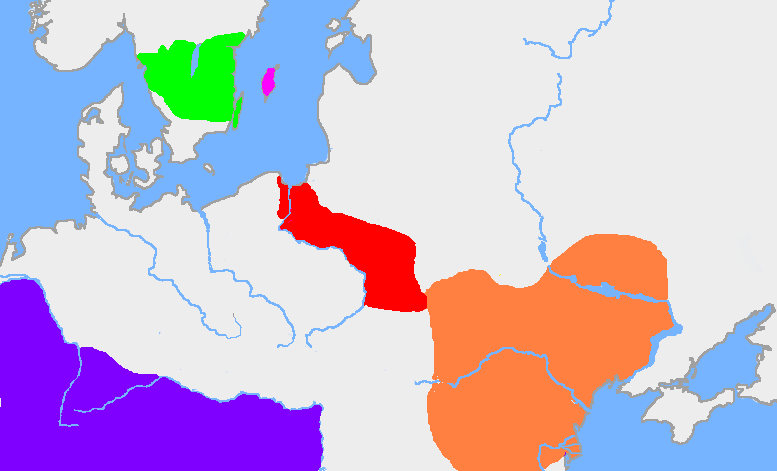
Götaland tradizionale
Isola di Gotland
Cultura di Wielbark, inizio del III secolo
Cultura di Chernyakhov, inizio del IV secolo
Impero romano

I Tervingi, o Teruingi, furono un popolo gotico che abitò le pianure danubiane situate ad occidente del Nistro, tra il III ed il IV secolo. Hanno avuto stretti rapporti con i  Grutungi, altra popolazione gotica stanziata ad est del Nistro, e con l'impero romano (o il neonato impero bizantino). Archeologicamente corrispondono alla cultura di Chernyakhov, insieme ai Grutungi.

## Etnonimo
Il nome "Tervingi" può significare "popolo della foresta. Questa ipotesi è supportata dal fatto che i termini geografici venivano usati per indicare i popoli che vivevano a nord del Mar Nero prima e dopo l'insediamento dei Goti, dal fatto che i Tervingi usavano nomi legati alle foreste, e dalla mancanza di prove che il termine Tervingi-Grutungi sia stato usato prima della fine del III secolo. Il nome "Tervingi" potrebbe avere origini pre-pontiche, scandinave.

## Storia

### Storia antica
I Tervingi apparvero la prima volta come popolo nel 268, quando invasero l'Impero Romano. L'invasione interessò le province romane della Pannonia e dell'Illiria, mettendo a rischio l'Italia stessa. In ogni caso i Tervingi vennero sconfitti nella successiva estate, nei pressi dell'attuale confine italo-sloveno, e definitivamente battuti a settembre nella battaglia di Naisso. Nei seguenti tre anni vennero spinti di nuovo oltre al Danubio con una serie di campagne militare condotte dagli imperatori Claudio il Gotico ed Aureliano. Riuscirono a mantenere il controllo della Dacia, provincia liberata da Aureliano nel 271.

### Prima citazione
La divisione dei Goti viene attestata la prima volta nel 291. La prima citazione dei Tervingi risale all'incirca a questo periodo. Per la precisione appaiono in un elogio all'imperatore Massimiano (285 - 305), scritto nel 291 o poco dopo (forse a Treviri il 20 aprile 292), ascritto tradizionalmente a Claudio Mamertino, il quale afferma che i "Tervingi, un'altra divisione dei Goti" (Tervingi pars alia Gothorum) si allearono con i Taifali per attaccare i Vandali ed i Gepidi. Il termine "Vandali" potrebbe essere un'erronea citazione dei "Victohali", visto che secondo Eutropio la Dacia era in quel periodo (nunc) abitata da Taifali, Victohali e Tervingi.

### Guerra gotica (367 - 369)
Nel 367 l'imperatore romano Valente attaccò i Tervingi a nord del Danubio. Non riuscì a combattere direttamente con loro, apparentemente a causa del fatto che i Goti si ritirarono sui Montes Serrorum (probabilmente i Carpazi). Secondo Ammiano Marcellino, Valente non trovò nessuno con cui combattere (nullum inveniret quem superare poterat vel terrere) e questo proverebbe che fuggirono terrorizzati sulle montagne (omnes formidine perciti... montes petivere Serrorum). Nell'anno seguente l'inondazione del Danubio impedì ai romani di attraversarlo. Nel 369 Valente penetrò profondamente in territorio gotico, vincendo una serie di schermaglie con i Grutungi (e forse anche con i Tervingi). Il tutto si concluse con un trattato di pace.

### Guerra gotica (376 - 382)
I Tervingi rimasero ad occidente della Scizia fino al 376, quando uno dei propri capi, Fritigerno, chiese all'imperatore romano Valente il permesso di insediarsi sulla riva meridionale del Danubio. In questo luogo speravano di trovare riparo dagli Unni. Valente concesse il permesso, ma la carestia che colpì Roma impedì all'imperatore di fornire il cibo e la terra promessi. Questo fatto causò una rivolta seguita da sei anni di saccheggi distruzione per tutti i Balcani, dalla morte dell'imperatore romano e dall'annientamento di un intero esercito romano. La battaglia di Adrianopoli (378) fu il momento chiave della guerra. Le forze romane vennero massacrate; l'imperatore Valente venne ucciso durante la battaglia, scioccando tutto l'Impero e costringendo i Romani a scendere a patti con i barbari, concedendogli il permesso di insediarsi sul suolo romano. Questo fatto ebbe pesanti conseguenze che portarono alla caduta dell'Impero Romano.

## Società
Per epoca storica e territorio occupato, i Tervingi, in coppia con i Grutungi, possono essere considerati corrispondenti alla cultura di Chernyakhov.

### Insediamenti
Gli insediamenti Chernyakhov sono gruppi aperti situati nelle vallate percorse da fiumi. Tra le abitazioni si riconoscono case seminterrate e case di superficie. Il più grande insediamento conosciuto, Budesty, copre 35 ettari. Molti villaggi sono privi di fortificazioni.

### Pratiche funerarie
I cimiteri di Sîntana de Mureş sono più conosciuti degli omonimi insediamenti.
Questi cimiteri mostrano alcune delle caratteristiche basilari visibili in altri cimiteri Chernyakhov. Tra queste ci sono la cremazione e la sepoltura; in questo secondo caso la testa del defunto veniva fatta puntare a nord. Alcune tombe sono state lasciate vuote. Tra i beni sepolti con i defunti ci sono vasellami, pettini di osso ed arnesi in ferro; quasi mai sono state trovate armi tra questi oggetti.

## Religione
L'originale religione dei Tervingi è sconosciuta. Prigionieri romani portarono il Cristianesimo ai Tervingi. Questa nuova religione prese piede tanto velocemente che molti re Tervingi perseguitarono i loro sudditi che si convertivano, molti dei quali furono costretti a fuggire in Mesia, nell'Impero Romano. Ulfila tradusse la Bibbia in gotico durante il suo esilio.
Insediati in Dacia, i Tervingi adottarono l'Arianesimo come religione, un ramo del Cristianesimo secondo il quale Gesù non faceva parte della Trinità, ma era un essere a parte, creato direttamente da Dio. Questa credenza era in contrasto con i principi del Cattolicesimo, che raggiunse il monopolio religioso tra il IV ed il V secolo.

## Lingua
La lingua gotica è quella che, molto probabilmente, venne parlata dai Tervingi, nonostante alcuni studiosi sostengano il loro uso di lingue diverse.

## Relazioni con i Vesi/Visigoti
Secondo Herwig Wolfram, nel Notitia Dignitatum i Vesi (in seguito noti come Visigoti) erano legati ai Tervingi in uno scritto degli anni 388 - 391; questa cosa non è chiara nel Notitia stesso. Ci sono stati numerosi dibattiti tra studiosi per l'identificazione dei Vesi come Tervingi e dei Grutungi come Ostrogoti. Secondo Herwig Wolfram le fonti primarie usarono le coppie di termini Tervingi/Grutungi o Vesi/Ostrogoti, senza mai mischiarle. Che i Tervingi fossero i Vesi/Visigoti ed i Grutungi gli Ostrogoti è anche l'opinione di Giordane. Egli identifica i re visigoti da Alarico I ad Alarico II come eredi del re del IV secolo Atanarico, ed i re Ostrogoti da Teodorico il Grande a Teodato come eredi del re Grutunge Ermanarico. Questa interpretazione, comunque, nonostante sia molto popolare tra gli odierni storici, non è condivisa da tutti.
Herwig Wolfram conclude che i termini Tervingi e Grutungi erano identificativi geografici usati da ogni tribù per descrivere l'altra. Questa terminologia sparì dopo che i Goti vennero fatti scappare dall'invasione unnica. A suo supporto, Wolfram cita Zosimo che parla di un gruppo di Scizi a nord del Danubio chiamati "Grutungi" dai barbari dell'Ister. Wolfram conclude che questo popolo erano i Tervingi rimasti dopo la conquista degli Unni. Credeva anche che i termini "Vesi" ed "Ostrogoti" venissero usati dalle popolazioni per vantarsi nelle descrizioni che facevano di se stessi. In questo modo, i Tervingi chiamarono se stessi Vesi.
La nomenclatura di Grutungi e Tervingi cadde in disuso poco dopo il 400. In generale, la terminologia di una tribù gotica divisa dagli altri scomparve gradatamente dopo l'assorbimento fatto dall'impero romano.

## Capi

### Re pagani
- Atanarico (369 – 381)
- Rothesteus[16]
- Winguric[17]

### Capi ribelli
- Alavivo (ca. 376)
- Fritigerno (ca. 376 – ca. 380)